# Український стилістичний словник
«Украї́нський стилісти́чний словни́к: Підру́чна кни́жка для ви́вчення літерату́рної мо́ви» — український стилістичний словник Івана Огієнка, виданий у друкарні НТШ 1924 року. 

## Сутність

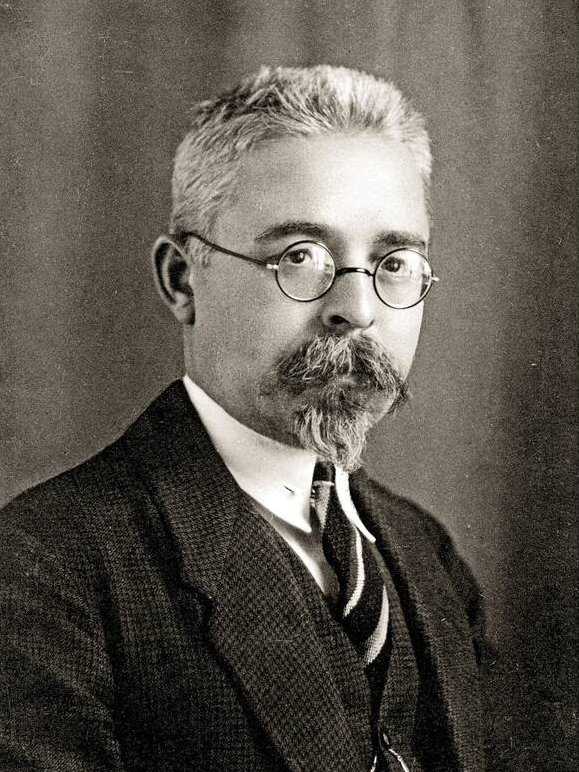
Іван Огієнко

Мету словника автор указує в самій передмові: «Для практичного вивчення літературної української мови, крім коротких граматичних ві́домостей, ми майже нічого не маємо, тому давно я вже бажав заповнити цю помітну прогалину і скласти для вжитку нашого широкого громадянства підручного Українського Стилістичного Словника...»
Автор указує на правильне використання українських слів, до деяких слів додано відомостей про їхнє походження та розвиток, наприклад: абсу́рд – з лат. absurdus, фальш – з нім. falsch тощо. 
Для укладання словника було використано такі джерела:
- давня українська мова;
- сучасна жива «народня» мова;
- українська літературна мова по творах письменників і щоденній пресі;
- мова всіх слов′ян.

## У мережі
- «Український стилістичний словник» [Архівовано 17 липня 2020 у Wayback Machine.], pdf. Львів, 1924. // Чтиво
- Огієнко І. Український стилістичний словник, djvu [Архівовано 10 березня 2022 у Wayback Machine.]. Видання друге. Вінніпег, 1978 // Diasporiana